# Mikael Mikael
Mikael Mikael (* 1974) ist ein deutscher Künstler.

## Leben
Mikael Mikael wuchs in Wiesbaden auf. Er studierte bildende Kunst an der Universität der Künste Berlin und an der Hochschule für bildende Künste Hamburg. Daraufhin war er zunächst als VJ in der Berliner Clubszene tätig. 2009 erhielt er ein Stipendium des Berliner Senats für einen Aufenthalt in New York. 2011 war er Stipendiat der Akademie Schloss Solitude.

## Werk
Die Arbeiten von Mikael Mikael sind als Interventionen in den physischen und diskursiven öffentlichen Raum angelegt. Installative Setzungen werden in Fotografie und Video dokumentiert, wobei die Dokumentationen als eigenständige Arbeiten gelten können. Im November 2011 tauchte eine Arbeit von Mikael Mikael auf einem Foto israelischer Aktivistinnen auf, die das Plakat mit dem Schriftzug "Show you are not afraid" verwendeten, um ihre Solidarität mit der ägyptischen Bloggerin Aliaa Magda Elmahdy zu bekunden.

## Ausstellungen
2011
- Retreat #1, Akademie Schloss Solitude, Stuttgart (solo)
- Unheimlich vertraut – Bilder vom Terror, C/O Berlin, Berlin

2013	
- Rauchwolken und Luftschlösser, GAK Gesellschaft für aktuelle Kunst, Bremen
- Show you are not afraid, Akademie Schloss Solitude, Stuttgart

## Preise, Stipendien, Auszeichnungen
- 2011: Stipendiat der Akademie Schloss Solitude, Stuttgart
- 2009: New York-Stipendium des Berliner Senats

## Publikationen
- Jean-Baptiste Joly, Akademie Schloss Solitude (Hg.): Easy To See Who Is Coming and Going, Stuttgart: Edition Solitude, 2012, ISBN 978-3937158693
- Mikael Mikael: WHITE OUT, Berlin: Merve, 2011, ISBN 978-3883963129
- Felix Hoffmann (Hg.): Unheimlich vertraut – Bilder vom Terror, Köln: Verlag der Buchhandlung Walther König, 2011, ISBN 978-3863350826